# Étienne de Courcelles
Étienne de Courcelles, łac. Stephanus Curcellaeus (ur. 2 maja 1586 w Genewie, zm. 22 maja 1659 w Amsterdamie) – był pastorem kalwińskim, po 1640 pastorem remonstranckim, który doprowadził do rozkwitu seminarium duchowne swojego wyznania. Przyjaciel Karetzjusza, propagował jego nauczanie w Niderlandach.

## Pochodzenie i edukacja
Pochodził z protestanckiej rodziny z Pikardii (podobnie jak Jan Kalwin), która przeniosła się do kalwińskiej Genewy. Po śmierci ojca zaopiekował się nim krewny i profesor teologii na Uniwersytecie w Genewie, Charles Perrot. Greki nauczał go sam Teodor Beza. Po ukończeniu studiów w 1609 roku chciał dalej się kształcić u Jakuba Arminiusza, ale przed samym wyjazdem do Lejdy, tamten zmarł.

## Pastor kalwiński we Francji
De Courcelles wyjechał wtedy do Francji, gdzie podjął pracę jako pastor kalwiński w Fontainebleau. Był nadwornym kapelanem i pastorem który był przy śmieci Luizy de Coligny. Po jej śmierci został pastorem kalwińskim w Amiens. Gdy odmówił podpisania się pod kanonami z Dort, które przyjął francuski kościół reformowany, został zawieszony, ale synod w Charenton w 1623 roku przywrócił go to urzędu. Przeniósł się wtedy do Vitry, gdzie był pastorem do 1634 roku

## Duchowny i teolog remonstrancki
Znany z niechęci do rygorystycznego pojmowania predestynacji i sympatii remonstranckich (ich zwolenniczką była Luzia de Coligny) w 1634 roku zrezygnował z funkcji pastora i przeniósł się do Republiki Zjednoczonych Prowincji. Tutaj 14 października 1636 wstąpił do parafii remonstranckiej w Amsterdamie. Początkowo pracował w drukarni, ale jego erudycja sprawiła, że bractwo remonstranckie w 1643 mianowało go profesorem historii w amsterdamskim seminarium remonstranckim. W 1643 roku po śmierci Simona Episcopiusa został profesorem teologii, co ostatecznie potwierdzono w 1649.
Osobisty przyjaciel Kartezjusza, którego nauczanie propagował w Niderlandach, sam przełożył na łacinę i wydał w Amsterdamie jego „Rozprawę o metodzie” w 1656 roku. Doprowadził seminarium remonstranckie do rozkwitu, kontynuując linię teologiczną Episcopiusa, prowadząc wyznanie w kierunku liberalnego, niedogmatycznego kalwinizmu. W 1653 roku rada miejska Amsterdamu w uznaniu jego erudycji nadała mu honorowe obywatelstwo miejskie.
W ostatnim roku przed śmiercią zaprzestał wykładów. Jego działa wydał w 1675 roku po łacinie Filip van Limborch, a na niderlandzki przetłumaczył je i wydał w 1678 roku jego następca na funkcji profesora teologii, Arnoldus Poelenburg.

## Rodzina
Był dwukrotnie żonaty, z pierwszego małżeństwa miał dwójkę dzieci:
- Marię (zm. w listopadzie1692[2]), która 16 lutego 1642 wstąpiła do parafii remonstranckiej w Amsterdamie[3].
- Gideona (zm. 1672), od 9 października 1642 roku członka parafii w Amsterdamie[4], pastora remonstranckiego, uwięzionego w 1648 roku za wygłaszanie kazań dla grupki remonstrantów w Kampen. Po uwolnieniu go na skutek interwencji Wilhelma II Orańskiego, został pastorem w Noordwijk. Od 1666 do śmierci był pastorem w Hadze, gdzie zmarł.

## Dzieła
- Novum Testamentum (Greek New Testament) 1658
- Specimina philosophiae (1644) – łaciński przekład Rozprawy o Metodzie i Les Météores Kartezjusza
- Opera Teologica (1675), niderlandzki przekład Theolgische en zedelijke werken (1678)

## Źródła
- biogram de Courcelles’a i jego syna w in Van der Aa e.a., Biographisch Woordenboek der Nederlanden,
- Groenenwege, biogram w, Nieuw Nederlands Biografisch Woordenboek (NNBW)